# مارسيلو غولم
مارسيلو غولم (بالبرتغالية: Marcelo Golm؛ مواليد 15 سبتمبر 1992) هو مُقاتل فنون قتالية مختلطة برازيلي.

## وصلات خارجية
- مارسيلو غولم على موقع يو إف سي (الإنجليزية)
- مارسيلو غولم على موقع بيلاتور (الإنجليزية)
- مارسيلو غولم على موقع شيردوغ (الإنجليزية)
- مارسيلو غولم على موقع Tapology.com (الإنجليزية)
- مارسيلو غولم على موقع IMDb (الإنجليزية)
- مارسيلو غولم على موقع قاعدة بيانات الفيلم (الإنجليزية)